# Piechotki
Piechotki (Amalocichlinae) – wyodrębniona na podstawie analizy filogenetycznej, monotypowa podrodzina ptaków z rodziny skalinkowatych (Petroicidae).

## Zasięg występowania
Podrodzina obejmuje gatunki występujące na Nowej Gwinei.

## Morfologia
Długość ciała 14–20 cm; masa ciała 30–31 g.

## Systematyka
Rodzaj zdefiniował w 1892 roku brytyjski zoolog Charles Walter De Vis w roczniku Annual report British of New Guinea. Jako gatunek typowy De Vis wyznaczył piechotka dużego (A. sclateriana).  

### Etymologia
- Amalocichla (Amatocichla): gr. αμαλος amalos „miękki, delikatny”; κιχλη kikhlē „drozd”[9].
- Pseudopitta: gr. ψευδος pseudos „fałszywy”; rodzaj Pitta Vieillot, 1816 (gorzyk)[10]. Typ nomenklatoryczny: Eupetes incertus Salvadori, 1875.

### Podział systematyczny
Do podrodziny należy jeden rodzaj z następującymi gatunkami:
- Amalocichla sclateriana De Vis, 1892 – piechotek duży
- Amalocichla incerta (Salvadori, 1876) – piechotek mały